# Eduard Hallmann
Eduard Hallmann (* 10 Juli 1813 in Hannover; † 24. Februar 1855 in Berlin) war ein deutscher Arzt und Naturforscher für Wasserheilkunde. 

## Leben
Eduard Hallmann wurde als zweiter Sohn eines Kaufmann in Hannover geboren. Sein älterer Bruder war Anton Hallmann. Nach dem Besuch des Gymnasiums begann er 1832 ein Theologiestudium an der Universität Göttingen, wechselte dann zur Philosophie. Im Herbst 1834 ging er, angezogen durch Johannes Müllers Ruf, nach Berlin, wo er im folgenden Jahr Müllers Assistent wurde. In dieser Zeit widmete er sich dem Studium der Anatomie. Nach zwei Jahren ging er nach Hannover zurück und im Frühjahr 1837 erschien als Erstlingswerk des Dreiundzwanzigjährigen Die vergleichende Osteologie des Schläfenbeins.... Im Herbst 1837 ging er wieder nach Berlin, promovierte dort am 25. Januar 1839 und bestand die medizinische Staatsprüfung, mit der Absicht, in Preußen als Arzt zu praktizieren. Er reiste nach Löwen, um sich weiterzubilden. Dort erreichte ihn die Nachricht, dass sein Gesuch auf eine Zulassung zur Niederlassung in Preußen abgelehnt worden war. Daraufhin ging Hallmann im Sommer 1840 nach Paris, wo er die Krankenhäuser besuchte und sich im Französischen übte, kehrte dann nach Belgien zurück, bestand in Brüssel die nötigen Prüfungen und begann zu praktizieren. In Brüssel beschäftigte er sich nebenbei mit der Geschichte der belgischen Beghinen. Dort begann er sich aber auch mit der Wasserheilkunde zu beschäftigen. Da ihm nun die bis dahin verweigerte Erlaubnis zur Niederlassung in Preußen erteilt wurde, konnte er im April 1843 Brüssel verlassen und nach Berlin zurückkehren.
Hallmanns Bemühungen, sich in Berlin eine Stellung als Arzt bei einer Wasserheilanstalt zu schaffen, schlugen fehl. Dagegen wurde ihm im Sommer 1845 die Leitung der Anstalt Marienberg bei Boppard am Rhein angeboten. Im Herbst 1847 heiratete er Julie Barkow, Tochter eines Rechtsgelehrten und höheren Beamten in Greifswald. Im Frühling 1851 ging er nach Berlin zurück. Auf Grund seiner angeschlagenen Gesundheit verbrachte er den Winter 1852/53 in Rom. Im Frühjahr 1853 kehrte er zurück und arbeitete bis zu seinem Tod am 24. Februar 1855 an der Vollendung seines Werkes.

## Schriften
- Die Vergleichende Osteologie Des Schläfenbeins: Zur Vereinfachung Der Herrschenden Ansichten. Hahn'sche Hofbuchhandlung, Hannover 1837. (Digitalisat)
- Die Geschichte des Ursprungs der belgischen Beghinen: Nebst einer authentischen Berichtigung der im 17. Jahrhundert durch Verfälschung von Urkunden in derselben angestifteten Verwirrung. G. Reimer, Berlin 1843. (Digitalisat)
- Ueber eine zweckmässige Behandlung des Typhus; ein Beitrag zur wissenschaftlichen Begründung der Wasserheilkunde für Aerzte. G. Reimer, Berlin 1844. (Digitalisat)
- Die Temperaturverhältnisse der Quellen. Eine meteorologische Untersuchung. Georg Reimer, Berlin 1855, S. XVIII (eingeschränkte Vorschau in der Google-Buchsuche).